# Vaixell presó
Un vaixell-presó és una embarcació adaptada com allotjament de presoners, potser de forma permanent o temporal metre s'arriba a destí. Tot-i-que moltes nacions han emprat vaixells presó durant la seua història, va ser el Regne Unit durant els segles dèsset i divuit qui popularitzà el concepte a la fi de contenir presoners durant guerres com ara l'Orella de Jenkins, la Guerra dels Set Anys i les Guerres contra França Revolucionària, quan les presons convencionals eren a màxima capacitat.

## Literatura
Vaixells presons han fet diverses aparicions al món de la literatura. Alguns exemples són:
- Grans Esperances, de Charles Dickens comença l'any 1812 amb la fugida d'Abel Magwitch d'un vaixell situat al Tàmesi.
- La novel·la Els miserables de Victor Hugo narra la història de Jean Valjean, qui, al principi de l'obra es condemnat a galeres en Toulon.
- Ambroise Louis Garneray conta la seua biografia al llibre Mes Pontons, incloent-hi la vida a un vaixell presó en Portsmouth.